# Raúl Benzo
Raúl Benzo (* 8. Dezember 1967 in Montevideo, Uruguay) ist ein uruguayischer Schriftsteller.
Benzo, der auch im Bereich Kunst unter anderem bei Edgardo Ribeiro studierte, erwarb einen Abschluss in Kunstgeschichte (Licenciatura) an der geistes- und erziehungswissenschaftlichen Fakultät (FHCE) der Universidad de la República. Dort ist er auch als Dozent tätig. Benzos 1990 veröffentlichtes Buch El umbral de Edaf erhielt im vorhergehenden Jahr seitens der Intendencia Municipal von Montevideo eine besondere Erwähnung beim Wettbewerb in der Sparte unveröffentlichter Werke. 1991 erschien seine Geschichte Bull Shit in der US-amerikanischen Zeitschrift Hispámerica. Zuvor war diese bereits Teil der Anthologie Mas vale nunca que tarde. Benzo, der 1993 auch am Kongress der Jungen Schriftsteller (Congreso de Escritores Jóvenes) im spanischen Málaga teilnahm, leitete die Zeitschrift Tranvías y Buzones.

## Veröffentlichungen (Auszug)

### Film
- 2008: Y de pronto anochece
- 2009: Senda Perpendicular[3]